# Pico Guimarães Rosa
Pico Guimarães Rosa är en bergstopp i Brasilien.   Den ligger i kommunen Santa Isabel do Rio Negro och delstaten Amazonas, i den nordvästra delen av landet, 2 700 km nordväst om huvudstaden Brasília. Toppen på Pico Guimarães Rosa är 1 091 meter över havet.
Terrängen runt Pico Guimarães Rosa är varierad. Trakten runt Pico Guimarães Rosa är nära nog obefolkad, med mindre än två invånare per kvadratkilometer.. Det finns inga samhällen i närheten.
I omgivningarna runt Pico Guimarães Rosa växer i huvudsak städsegrön lövskog.